# Varaždin
Varaždin (in italiano anche Varasdino, in tedesco: Warasdin, in ungherese Varasd, in latino: Varasdinum) è una città della Croazia, posta a 81 km a nord della capitale Zagabria. Centro della regione omonima, è situata vicino al fiume Drava. È nota per i palazzi barocchi e le industrie tessili e alimentari.

## Storia
Il primo riferimento scritto a Varaždin, il cui nome storico è Garestin, risale al 20 agosto 1181 quando re Béla III di Ungheria menzionò le vicine fonti termali in un documento ufficiale. Nel 1209 il re ungherese Andrea II d'Ungheria la dichiarò città libera. A causa delle incursioni degli Ottomani la struttura difensiva della città si sviluppò intorno alla fortezza, e acquisì la forma di un tipico borgo fluviale medioevale. All'inizio del XIII secolo, i Cavalieri Ospitalieri arrivarono a Varaždin, dove costruirono la chiesa e un monastero.
Alla fine del XIV secolo, la fortezza di Varaždin passò nelle mani dei Conti di Celje.

## Monumenti e luoghi d'interesse
- Teatro nazionale croato[7]

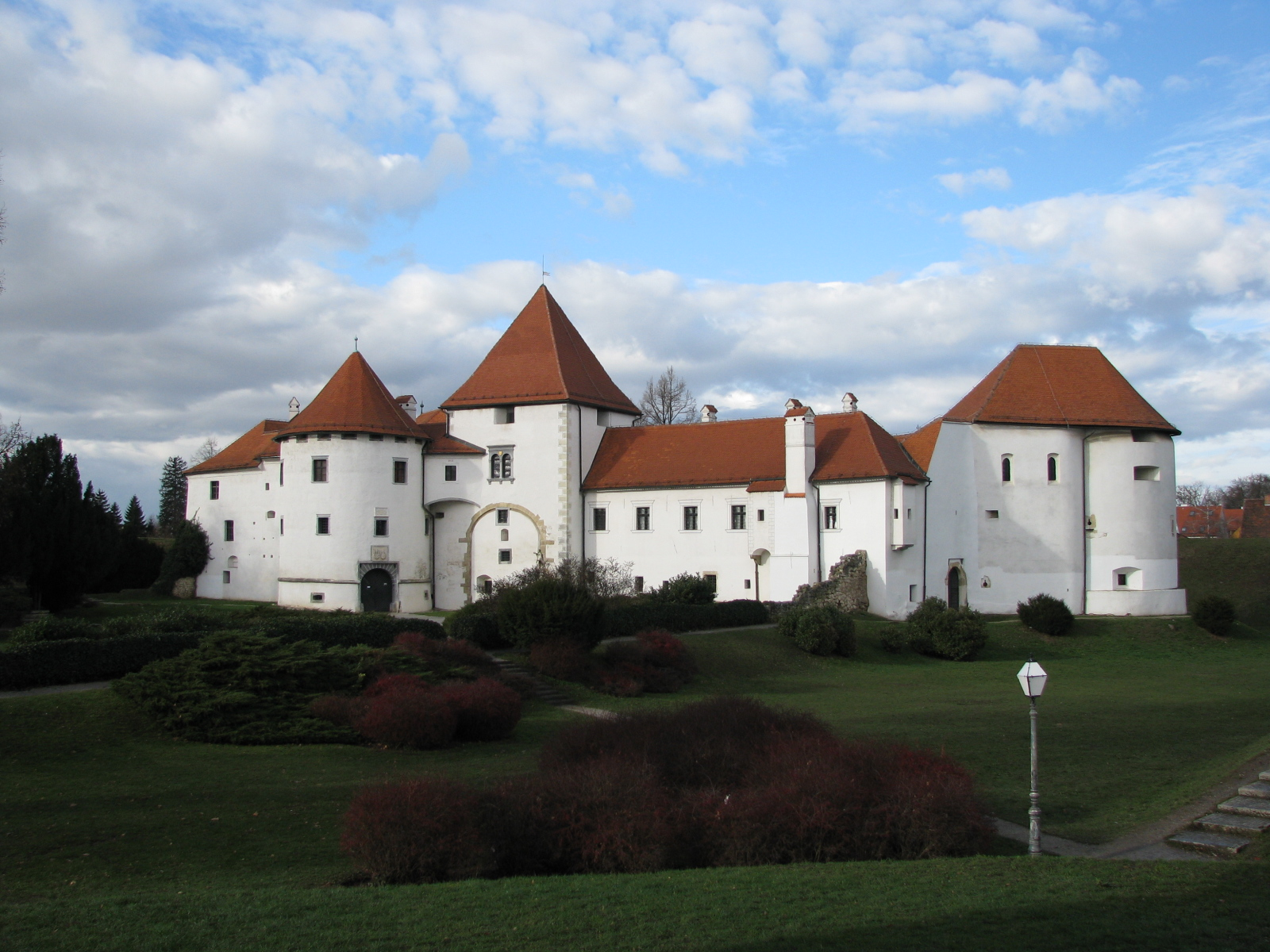
Castello di Varaždin, costruito a partire dal XIV secolo

- Chiesa e monastero francescano di San Giovanni Battista[8]
- Castello di Varaždin
- Cattedrale dell'Assunzione di Maria Vergine (1642-1646), in stile barocco.

## Amministrazione

### Gemellaggi
Varaždin è gemellata con le seguenti città:
- Bad Radkersburg
- Auxerre
- Ravensburg
- Zalaegerszeg
- Montale
- Trnava
- Ptuj
- Coblenza, dal 2007

## Sport
Il Nogometni Klub Varaždin è il principale club calcistico cittadino, che militava nella Prva HNL, il massimo campionato croato.